# 社会民主党 (ルワンダ)
社会民主党（しゃかいみんしゅとう、英語：Social Democratic Party、フランス語：Parti Social Démocrate、略称：PSD）は、ルワンダの政党。政治的立場は中道左派、社会民主主義。2003年9月30日総選挙では、得票率12.3パーセントで53議席中7議席を獲得した。 2008年総選挙でも7議席を得た。野党ではあるが、2003年大統領選挙では、現職のポール・カガメ大統領を支持した。